# Copenhell
Copenhell er Danmarks største udendørs rock og metal festival og blev første gang afholdt i 2010. Festivalen finder sted på Refshaleøen i København, og består af fire scener ved navn Helvíti, Hades, Pandæmonium og Gehenna. Der bliver spillet alt lige fra punk, rock, hård rock til dødsmetal. Der er hvert år op til 2000 frivillige som hjælper med at få Copenhell til at køre som planlagt. Det foregår typisk i tidsrummet fra onsdag formiddag til og med lørdag aften, hvor det sidste band går på ved midnat.
Ved den første festival i 2010 havde gruppen SuperCharger vundet kategorien "Årets debut" ved prisuddelingen Danish Metal Awards året inden, og havde dermed fået en koncert på festivalen. Prisuddelingen stoppede efter 2009, hvorfor der ikke var flere bands der optrådte efter at have vundet denne kategori.
I 2012 udvidedes programmet med en opvarmningsdag om torsdagen, hvor bands som Svartsot og Red Warszawa varmede festivalen op. I 2012 var der 8000 besøgende på festivalen, mens besøgstallet i 2013 var steget til 11.000 og ifølge Copenhells officielle hjemmeside til 20.000 i 2016. I 2019 var besøgstallet 25.000 og efter to års coronapandemipause (2020 og 2021) var der 35.000 gæster i 2022, der dette år var første gang det startede onsdag.
I forbindelse med festivalens 10-års jubilæum blev supergruppen Omvendt Korstog dannet af Tim Christensen (Dizzy Mizz Lizzy) og Jacob ”Cobber” Binzer (D-A-D), Casper Popp (Bersærk), Allan Tschicaja (Pretty Maids) og Niklas Sonne (Defecto) for at udgive EP'en Ti år i helvede med de to sange "Ulvens ed" og "Hårde tider", der blev udgivet i 2019.
Copenhell Con blev afholdt første gang i 2022 Her kunne festivalgæsterne få et afbræk fra koncerterne og i stedet dykke ned i nogle af nørdkulturens mange kaninhuller: Her var eksempelvis foredrag om satanismens historie i Danmark og superhelte i helvede, fremvisning af horrorfilm, signering af nordiske tegneseriekunstnere, workshops om figurmaling til rollespil og brætspil og der var “escape room”-konkurrence. Der havde dog også været foredrag tidligere, eksempelvis holdt Nicolas Barbano på Copenhell 2019 foredrag om musik og lydeffekter i horrorfilm.

## Bands

### 2010
- Deftones
- Megadeth
- The Dillinger Escape Plan
- Hatebreed
- The Damned Things
- Suicidal Tendencies
- Behemoth
- Danko Jones
- Whitechapel
- Napalm Death
- 3 Inches of Blood
- Mnemic
- The Psyke Project
- Adept
- Dead by April
- SuperCharger
- Devildriver

### 2011
- Judas Priest
- koRn
- Bullet for my Valentine
- Artillery
- Anvil
- Mayhem
- Opeth
- Morbid Angel
- Deicide
- GWAR
- Protest the Hero
- Baptized in Blood
- Doctor Midnight & The Mercy Cult
- All That Remains
- Rolo Tomassi
- Kvelertak
- The Burning
- Billy Boy In Poison
- Vanir
- Helhorse
- Pitch Black
- Crematoria
- Solbrud
- The New Low

### 2012
- Slayer
- Marilyn Manson
- Killswitch Engage
- Lamb of God
- Anthrax
- Korpiklaani
- Skeletonwitch
- Trivium
- Gojira
- Mastodon
- Immortal
- All Shall Perish
- Soulfly
- Saxon
- Meshuggah
- Dying Fetus
- Brutal Truth
- Red Warszawa
- Svartsot
- Mordax
- Barricade
- Rising
- The Interbeing
- Redwood Hill
- Cerekloth
- The Kandidate
- All Shall Perish

### 2013
- Alice In Chains
- King Diamond
- In Flames
- Danzig
- Down
- Amon Amarth
- Sabaton
- Testament
- Parkway Drive
- Accept
- Newsted
- Celeste
- Every Time I Die
- Cancer Bats
- Grave
- God Seed
- Alestorm
- Between The Buried & Me
- Illdisposed
- Scarred By Beauty
- Saturnus
- Essence
- Malrun
- By the Patient
- Purified In Blood
- The Defiled
- Hatesphere
- Ghost
- Impalers
- Fall Of Pantheon

### 2014
- Iron Maiden
- Twisted Sister
- DAD
- Within Temptation
- Anthrax
- Bad Religion
- Clutch
- Sepultura
- Black Label Society
- Behemoth
- Graveyard
- Monster Magnet
- Suicide Silence
- Watain
- Uncle Acid & The Deadbeats
- Arch Enemy
- Fintroll
- Triptykon
- Kill Devil Hill
- My Dying Bride
- Avatarium
- Of Mice & Men
- Týr
- Obituary
- Thy Art Is Murder
- Mercenary
- Gorguts
- Toxic Holocaust
- Amenra
- Suicidal Angels
- Helhorse
- Trap Them
- Taake
- The Psyke Project
- The Hell
- Blood Eagle
- Redwood Hill
- Dawn of Demise
- IAmFire
- Black Book Lodge
- Heidra
- Evra
- Aphyxion

### 2015
- Slipknot
- Primus
- Ghost
- Body Count
- Rise Against
- Kreator
- Black Stone Cherry
- The Darkness
- Gojira
- A Day To Remember
- Life of Agony
- Suicidal Tendencies
- Cannibal Corpse
- Exodus
- Konkhra
- Iron Reagan
- Saint Vitus
- Butcher Babies
- Night Fever
- Red Fang
- Red Warszawa
- At the Gates
- Primodial
- Ensiferum
- Upon A Burning Body
- Monolord
- Code Orange
- Solbrud
- Krokodil
- Morgoth
- Sea
- Hammerfall
- Bloodbath
- Turbonegro
- Asking Alexandria
- Nuclear Assault
- Blue Pills
- Marduk
- Raunchy
- Huldre
- Halshug
- Horned Almighty

### 2016
- Black Sabbath
- Scorpions
- Megadeth
- Alice Cooper
- King Diamond
- Dropkick Murphys
- Amon Amarth
- Rival Sons
- Sixx:A.M.
- Gutterdämmerung (film)
- Trivium
- Clawfinger
- Abbath
- Epica
- Blind Guardian
- Tremonti
- Decapitated
- Shinedown
- August Burns Red
- Sólstafir
- Entombed A.D.
- Red Warszawa
- Converge
- Kadavar
- Tribulation
- Dark Funeral
- Norma Jean
- Beartooth
- Helhorse
- Artillery
- Redwood Hill
- With The Dead
- Bombus
- Havok
- Monuments
- Bömbers
- Black Peaks
- Grusom
- I'll Be Damned
- Bersærk
- Defecto
- Grumpynators

### 2017
- System of a Down
- Slayer
- Prophets of Rage
- Five Finger Death Punch
- Rob Zombie
- In Flames
- Europe
- Airbourne
- Opeth
- Saxon
- Powerwolf
- Ministry
- Overkill
- Carcass
- Alter Bridge
- Dillinger Escape Plan
- Baroness
- Invocator
- Devildriver
- Myrkur
- Candlemass
- Every Time I Die
- Frank Carter & The Rattlesnakes
- Lost Society
- The Black Dahlia Murder
- Motionless In White
- Rising
- Inglorious
- Red Warszawa
- Baest
- Huldre
- Ghost Iris
- Seven Thorns

### 2018
- Ozzy Osbourne
- Avenged Sevenfold
- Ghost
- Nightwish
- Alice In Chains
- Helloween
- Parkway Drive
- Deftones
- Steel Panther
- W.A.S.P.
- Exodus
- Jakob Stegelmann
- Kreator
- Arch Enemy
- Alestorm
- Sodom
- Tremonti
- Defecto
- Corrosion of Conformity
- Bullet for My Valentine
- Satyricon
- Asking Alexandria
- Graveyard
- Enslaved
- Suffocation
- Kellermensch
- At The Gates
- Bersærk
- Thy Art is Murder
- Nothing More
- Crossfaith
- Danko Jones
- Zeal & Ardor
- Igorrr
- Tsjuder
- Skindred
- ORM
- AuĐn
- The Last Internationale
- Livløs
- Natjager
- Santa Cruz
- L7
- Tainted Lady
- Soulfly
- Neurosis
- Nyt Liv
- Smertegrænsens Toldere
- UxDxS

### 2019
- Tool
- Slipknot
- Scorpions
- Slash featuring Myles Kennedy and the Conspirators
- Lamb of God
- Rob Zombie
- Stone Temple Pilots
- Amon Amarth
- Pretty Maids
- Clutch
- Dimmu Borgir
- Heilung
- Trivium
- Living Color
- Halestorm
- Glenn Hughes
- Kvelertak
- Refused
- Eagles of Death Metal
- Demons & Wizards
- Orange Goblin
- Whitechapel
- Katatonia
- Baest
- Tesseract
- Terror
- Fever 333
- Eluveitie
- Alien Weaponry
- While She Sleeps
- Municipal Waste
- Skindred
- Belphegor
- Immolation
- Uada
- Vltimas
- Slægt
- Candlebox
- Unleashed
- 1000mods
- Like a Storm
- Cabal
- Manticora
- Konvent
- Demon Head
- The Psyke Project

### 2020
Copenhell 2020 blev aflyst på grund af coronapandemien.

### 2021
Copenhell 2021 blev aflyst på grund af coronapandemien.

### 2022
- Opeth
- Metallica
- Iron Maiden
- Judas Priest
- KIϟϟ
- Mercyful Fate
- KoЯn
- Agnostic Front
- Alestorm
- Angstskrig
- Artillery
- Bad Religion
- Baest
- Benediction
- Bersærk
- Blood Incantation
- Bombus
- D-A-D
- Deadly Apples
- Death to All
- Destruction
- Devin Townsend
- Dizzy Mizz Lizzy
- Dog Eat Dog
- Down
- Emperor
- Eyes
- Gatecreeper
- Ghost Iris
- Gloryhammer
- Hällas
- The Hellacopters
- High Command
- Horndal
- Ivy Crown
- Jinjer
- Junkyard Drive
- Katla
- Knocked Loose
- Konvent
- Lifesick
- LLNN
- LOK
- Lydsyn
- Mastodon
- Midnight
- Myrkur
- Nerved
- Nyredolk
- Orm
- Raised Fist
- The Raven Age
- Red Fang
- Redwood Hill
- Siamese
- Soen
- Soren Andersen
- Sorthandsk
- Spiritbox
- Suicidal Tendencies
- Svartsot
- Thunder
- Thundermother
- Ugly Kid Joe
- Urne
- Vola
- Vreid
- Wargasm
- Wayward Dawn
- Withering Surface
- Xenoblight

### 2023
Onsdag 14. juni til lørdag 17. juni.
- Def Leppard
- Gojira
- Meshuggah
- Mötley Crüe
- Pantera
- Slipknot

- Aborted
- Afsky
- Angelus Apatrida
- Angra
- Angus McSix
- Architects
- Billy Gibbons
- Blackbraid
- Blackgold
- Brutus
- Cabal
- Clutch
- Crown the Beast
- Dance with the Dead
- Defacing God
- Demon Head
- Dirt Forge
- Electric Callboy
- Employed to Serve
- End
- Enforcer
- Fever 333
- Fishbone
- Forever Still
- Gaerea
- Galge
- Ghost
- The Ghost Inside
- Green Lung
- Guns N' Roses
- Halestorm
- Haliphron
- Heriot
- Iotunn
- Kellermensch
- King Buffalo
- Korpiklaani
- Lamentari
- Life of Agony
- Livløs
- Mammoth WVH
- Møl
- Napalm Death
- Nervosa
- Nestor
- Night Fever
- Parkway Drive
- Red Warszawa
- Riverhead
- Rot Away
- Samael
- Saturnus
- Shaam Larein
- Sick Of It All
- Skynd
- Sleep Token
- Spectral Wound
- Speed
- Spiritbox
- Statement
- Steel Inferno
- Strychnos
- Testament
- Three Days Grace
- Touché Amoré
- Undeath
- Undergang
- Vended
- VV
- Zeal & Ardor

### 2024
Onsdag 19. juni til lørdag 22. juni 2024.
Dropkick Murphys - Machine Head - DIE KRUPPS High On Fire (en) - Madball - Hardy - Shadow of Intent - Khemmis (en) - Fu Manchu - Lack -1349 - Hexis - Zulu - Neckbreakker - Enforced - Jungle Rot - Plaguemace - Sanguisugabogg - Insanity Alert - Knife - Dvne - Make Them Suffer - Tool - Limp Bizkit - Mr. Bungle (en) Steel Panther - Body Count - Chelsea Wolfe (en) - Eivør - Night Verses (en) - The Scratch - Twin Temple (en) - 802 - DeathbyRomy (en) - Hulder - Until I Wake (en) - Avenged Sevenfold - The Offspring - Sort Sol - The Hives - Corey Taylor - Tom Morello - Bruce Dickinson - Rival Sons - Accept - Kerry King - Pretty Maids - Thy Art Is Murder - Slaughter to Prevail - Hatebreed - Hammerfall - Karnivool - Uriah Heep - Biohazard - Cradle of Filth - Asinhell - Orm - Siamese - Harms Way - Dying Fetus - Underoath - Empire State Bastard - Fu Manchu - John Cxnnor - Skullclub - Crypta - Excel - Mimi Barks - Terminalist - JJ & The A’s - Brand of Sacrifice - Vansind - Spotlights - Vulvatorious - The Baboon Show - Escuela Grind - Insanity Alert

### 2025
- Slipknot
- Dream Theater
- In Flames
- The Prodigy
- Dizzy Mizz Lizzy
- Within Temptation
- Billy Idol
- The Cult
- Kreator
- Skunk Anansie
- Bullet for My Valentine
- Powerwolf
- Soulfly
- Heaven Shall Burn
- The Sword
- King Diamond
- Dethklok
- Lorna Shore
- Blood Incantation
- Mnemic
- Skillet
- Myrkur
- Poppy
- The Sandmen
- Nestor
- Carcass
- Bastardane
- Sodom
- Abbath
- Alien Ant Farm
- Gloryhammer
- Tetrarch
- Sylosis
- Anaal Nathrakh
- Walls of Jericho
- Fit for an Autopsy
- Exodus
- Abbath
- Syl X Eyes
- Kittie
- VOLA
- Kim Dracula
- Will Haven
- Gåte
- Strychnos
- Fleshwater
- The Southern River Band
- Dead Poet Society
- Skarnet
- Swartzheim
- Slomosa
- Julie Christmas
- Gabestok
- Battlesnake
- Wiegedood
- Wormrot
- Castle Rat
- Guilt Trip
- Conan
- Ashes of Billy
- Gorilla Angreb
- Brat
- Throwe
- Yosemite in Black
- Heave Blood and Die
- Thus
- Syracusæ
- Wormrot
- Last Train
- Terrorpy
- Health
- Dirty Honey
- Sarcator